# 키리타니 미레이
키리타니 미레이(일본어: 桐谷美玲, 본명: 마츠오카 사야사, 일본어: 松岡さや紗, 1989년 12월 16일~)는 일본의 패션 모델 겸 배우이다. 소속사는 스위트 파워. 애칭은 미레이쨩(美玲ちゃん)이다.

## 약력
- 2005년, 고등학교 1학년 때 "치바의 NO.1 미소녀"로 스카우트되어 영화 《봄이 있는 곳》으로 데뷔했다. 고향의 치바의 고등학교에 다니면서 일을 병행하였다. 고등학교 때는 럭비부 매니저를 하였다.

- 2006년, 드라마 《길상천녀》(TV 아사히)에 출연해 주목을 받기 시작해, 이후 《도쿄 소녀》, 《괴담신이대 시즌5》 등에 연달아 출연. 이 때, 여자 중·고교생을 위한 패션 잡지 SEVENTEEN(슈에이샤) 제16호부터 전속 모델로 활동하였다.

- 2006년 10월부터 《메자마시 TV》(후지 TV)의 코너 〈빠른 정보 트렌드 No.1〉에 고정으로 출연하였다.

- 2010년, 《음악인》으로 영화 첫 주연을, 《여제 카오루코》(TV 아사히)로 드라마 첫 주연을 맡았다.

- 2011년 8월 31일부로 5년 반동안 전속 모델로 활동해 왔던 SEVENTEEN을 졸업하였다. TBS 《정열대륙》 2011년 9월 4일 방송분에는 기리타니 특집이 방송 되었다.

## 인물·에피소드
- 페리스여학원대학 문학부 커뮤니케이션학과에 재학 중. 미디어론, 언어학, 심리학 등을 전공하고 있다.[2]

- 좋아하는 스포츠는 축구. 가족 모두가 제프 유나이티드 이치하라 지바의 축구팬. 본가에 살던 때에 자주 이치하라 린카이 경기장 등을 견학했다고 한다.[3]

- "귀여움=유루카와"계의 모델로 불린다.[4].

- 어릴 적부터 포켓몬을 가지고 놀았다. "닌텐도의 마리오 vs. 돈키콩 돌격! 미니 랜드"의 CM(광고) 촬영 때 닌텐도의 직원에게 자신이 소장한 포켓 몬스터 화이트 (동생은 포켓몬 블랙)을 가지고 있어, 3가지의 궁금한 점을 질문을 하고 그 질문 내용이 전문적이였기 때문에, 특별 기획으로 여대생이 묻는다 "포켓 몬스터 블랙·화이트"가 실현되었다.[5]

## 출연 작품

### 텔레비전 드라마
※역할의 굵은 글씨는 주연 작품.

#### 연속 드라마
- 2006년 TV 아사히 《길상천녀》 - 아사이 유이코 역
- 2007년 후지 TV 《아름다운 그대에게~미남♂파라다이스~》 - 아마가사키 칸나 역
- 2009년 후지 TV 《오토멘~여름》 - 오하리다 미야비 역
- 2009년 후지 TV 《오토멘~가을》 - 오하리다 미야비 역
- 2010년 TV 아사히 《여제 카오루코》 - 니시무라 사야 역
- 2010년 후지 TV 《여름의 사랑은 무지개색으로 빛난다》 - 미야세 사쿠라 역
- 2011년 후지 TV 《헌터~ 그 여자들, 현금사냥꾼》 - 모토무라 준 역(주인공 이사카 레이의 후배 CA)
- 2012년 TV 아사히 《13세의 헬로 워크》 - 마노 쇼코 역
- 2013년 TBS 《아포양~ 달리는 국제공항》 - 모리오 하루코 역
- 2013년 NTV 연속드라마《사이토상 2》 - 야마우치 역
- 2013년 TBS 《안도로이드》 - 수수께끼의 미소녀 역
- 2014년 NHK 대하드라마 《군사 칸베에》 - 다시 역
- 2014년 TV 아사히 금요 나이트 드라마 《사신 군》 - 감시관 no.16 역
- 2014년 NTV 토요 드라마 《지옥선생 누베》 - 타카하시 리츠코 선생 역
- 2015년 넷플릭스 《아틀리에》 - 마유코 토키타 역
- 2016년 TV아사히 《스미카 스미레: 45세 젊어진 여자》 - 키사라기 스미레 역
- 2016년 후지 TV 《좋아하는 사람이 있다는 것》 - 사쿠라이 미사키 역
- 2017년 후지 TV 《사람은 겉모습이 100%》 - 죠노우치 준 역

#### 단편 드라마·게스트 출연
- 2006년 BS-i 《단편 영화도 "괴담신이대 시즌5"》 - 사토 린 역
- 2006년 BS-i 《단편 영화도 "도쿄 소녀 : #4 식객소녀"》 - 카즈에 역
- 2006년 후지 TV 《정말로 있었던 무서운 이야기 "6번 방"》 - 나가사와 미나코 역
- 2006년 BS-i 《사랑하는 일요일 뉴 타입 - 제6화 마음을 고백하라!》 - 모리에 가나코
- 2007년 NHK 《바람의 온 길》 - 시라이시 후미 역
- 2007년 BS-i 《사랑하는 일요일 시즌3 "렌즈 너머의 사랑"》 - 산노미야 나츠키 역
- 2007년 TBS 《반짝반짝 연수의》 - 후지노 카나 역 (제7화)
- 2007년 후지 TV 《토요 프리미엄 "법대로 합시다!"》 - 후지노 마리코 역
- 2007년 후지 TV 《아름다운 그대에게~미남♂파라
다이스~ 스페셜》 - 아마가사키 칸나 역
- 2008년 TV 아사히 《드라마 스페셜 "남장여인~카와시마 요시코 생애~"》 - 와키사카 후미요 역
- 2009년 후지 TV 《NTT 도코모 드라마 스페셜 "찬스!~그녀가 성공하는 이유~"》 - 에비하라 아리사 역
- 2009년 후지 TV 《돌아온 33분 탐정》 - 쿠라요시 키미 역 (제11화)
- 2009년 요미우리 TV 《LOVE GAME》 - 오츠카 호나미 역 (제9화)
- 2010년 TV 아사히 《제9회 TV 아사히 21세기 신인 시나리오 대상 작품 "만삭의 딸"》 - 마노 치즈루 역
- 2011년 NTV 《더 뮤직 쇼》 - 야마자키 카오루 역
- 2011년 마이니치 방송 《아라카와 언더 더 브릿지》 - 니노 역
- 2012년 후지 TV 《GTO 가을 스페셜》 - 후지사키 시노미 역
- 2013년 NTV 금요 로드 쇼《치프 플라이트》 - CA 역

### 영화
- 2006년 《봄이 오는 곳》 (2006년) - 아오야마 역
- 2007년 《빨간 문화 주택 하츠코》 - 야마 역
- 2008년 《동급생》 - 하야카와 노조미 역
- 2008년 《체육관 베이비》 - 하야카와 노조미 역
- 2009년 《야마가타 스크림》 - 카부라키 히로코 역
- 2010년 《누군가가 나에게 키스를 했다》 - 유미 역
- 2010년 《음악인》 - 미즈노 시온 역
- 2010년 《너에게 닿기를》 - 쿠루미자와 우메 역
- 2010년 《진 왈츠》 - 아오이 유미 역
- 2011년 《런웨이☆비트》 - 타치바나 미키 역
- 2011년 《난반사》 - 가세 시마 역
- 2011년 《스노우 플레이크》 - 마노 역
- 2011년 《토끼 드롭스》 - 가와치 카즈미 역
- 2012년 《아라카와 언더 더 브릿지》 - 니노 역
- 2012년 《역전재판》 - 아야사토 마요이 역
- 2012년 《츠나구》 - 후우가 키라이 역
- 2012년 《새 신발을 사지 않으면》 - 야가미 스즈에 역
- 2013년 《100번 울기》 - 여주인공
- 2013년 《아사 히루 반》 -
- 2014년 《켈베로스의 초상》 - 여기자 역
- 2014년 《죠시즈》 - 죠시즈 레드 (아오키 나오코) 역
- 2015년 《히로인 실격》- 마츠자키 하토리 역
- 2016년 《암살교실: 졸업편》 - 유키무라 아구리 역
- 2017년 《리벤지 걸》

## 그외 출연

### 연극(무대)
- 《신·에도 막부 말기 순정전》 (2012년 7월 12일 ~ 22일, 코쿤 극장) - 오키타 소지 역

### 성우(더빙)
- 《금요 로드쇼 "트와일라잇" 특별판》 (2010년 11월 12일, NTV) - 벨라 스완 역
- 명탐정 코난 11번째 스트라이커 (2012년 4월 14일 공개, 도호) - 코우다 카오루 역
- 레이튼 교수 VS 역전 재판 (2012년 11월 29일 발매, 닌텐도 3DS) - 아야사토 마요이 역

### WEB 드라마
- 《HAVE YOUR MEASURE 계기는 후지 TV.》 (2007년, 후지 TV) - 이시하라 아이 역
- 《휴대 소설 "드롭"》 (2008년, 2007년도 뽀케스뻬 소설 대상) - 아사쿠라 미사키 역
- 《헨치멘》 (2011년, LISMO 드라마) - 노리코 역
- 《NOTTV 개국 기념 드라마 "시니카레"》 (2012년, NOTTV) - 에노모토 루리코 역
- 《러브 스윙~다양한 사랑의 모습》 (2012년, BeeTV) - 카라타니 리호 역

### 모바일 드라마
- teddy bear (2008년, 마법의 i랜드) - 스즈키 하루나 역

### 라디오
- 《미나미사와 나오의 비빗하고 와버려!》 (2008년 10월 26일, 11월 2일)
- 《기리타니 미레이의 라디오상》 (2010년 4월 6일 ~ , 분카방송 《레코멘!》 內)

### 뮤직비디오(PV)
- 히이라기 〈부서진 조각들〉 (2009년)
- KG 〈귀여운 지나간 duet with Tiara〉 (2010년) ※배달곡

### 버라이어티 방송
- 《메자마시 TV - 빠른 정보 트렌드 No.1》 (2006년 10월 ~ 2007년 3월, 후지 TV) - 레귤러
- 《게키모테! 세븐틴 학원》 (2009년 7월 ~ 2010년 3월, BS-TBS) - 사회
- 《정열대륙》 (2011년 9월 4일) - 본인(취재 대상)
- 《NEWS ZERO》 (2012년 4월 3일 ~ , NTV) - 화요일 캐스터
- 《아라시니시야가레》 (2015년 9월 12일) - 사쿠라이 쇼와 오시노비 료코 (おしのび 旅行)

## 광고(CM)

### 현재 출연
- NTT 도코모 시작 도코모 Answer (2010년 2월 ~ )
- 닌텐도 DS용 소프트 마리오 vs. 돈키콩 돌격! 미니 랜드 (2010년 11월 ~ )
- 닌텐도 DS용 소프트 포켓 몬스터 블랙·화이트 (2010년 12월 ~ )
- 산토리음료 펩시 드라이 (2011년 5월 ~ )
- 미츠이 스미토모 해상 그룹 "아이오이 생명 보험" (2011년 10월 ~ )
- 코세 화장품 Fasio (2012년 1월 ~ ) ※마츠모토 준과 공연
- 다이하츠 자동차 미라 코코아 (2012년 4월 ~ )
- 아사히음료
  - 포션 오테마에도 파리 (2012년 1월 ~ )
  - 포션 애플 넥타르 차 (2012년 3월 ~ )
- 주식회사 라이온 아크론 (2012년 9월 ~ )
- 캐논 PIXUS (2012년 10월 ~ ) ※아시다 마나와 공연
- 부르봉 브릴리언트 트뤼프 (2012년 10월 ~ )

### 과거 출연
- 에자키글리코 유업 "카페오레" (2006년 8월 ~ 11월)
- 베넷세 코포레이션 진연 세미나 고교 강좌 (2008년 2월 ~ 4월)
- 부르봉 아몬드 러쉬 (2010년 ~ 2011년)
- 도쿄 가스 가스 파쵸 "도쿄 가스 스토리" (2011년 1월 ~ 2012년 9월)
- 에이스쿡 하루사에 시리즈 (2011년 8월 ~ 2012년 8월)
- 다이하츠 자동차 캠페인 CM (2012년 1월 ~ 6월)

### 지면 광고
- 2007년 가을전국화재예방운동 포스터 (전국소방협회)
- 2010년 PARCO "PARCO SWIM DRESS" ※이미지 캐릭터
- 2011년 주식회사 저스트 시스템스 "여기가 저스트 영업부 특명과" 등
- 2012년 군제 "BODY WILD"

## 서적
- 미레이상의 생활. (2009년 8월 18일, 슈에이샤) ISBN 978-4-08-780535-2
- 미레이상의 생활. super! (2011년 1월 28일, 슈에이샤)
- CINEMA×기리타니 미레이 Making of 《난반사 and 스노우 플레이크》 (2011년 7월 27일)
- 키리타니 미레이 2013 달력 사진 BOOK (2012년 10월 12일, 슈에이샤)

### 잡지
- SEVENTEEN (2006년 16호 ~ 2011년 12월호, 슈에이샤) - 전속 모델
- non-no (2012년 3월호 ~ , 슈에이샤) - 레귤러 모델

## 음반

### 싱글
1. 〈Sweet&Bitter〉 (2011년 7월 27일)[6]